# لويس مولوني
لويس مولوني (بالإسبانية: Luis Molowny)‏ هو مدرب إسباني ولاعب كرة قدم سابق في مركز الوسط (من مواليد مدينة لاس بالماس دي غران كناريا، 12 مايو 1925). كان لاعباً في عدة أندية مثل ريال مدريد ونادي لاس بالماس ونادي تينيريفي. شارك مع منتخب أسبانيا لكرة القدم في بطولة كأس العالم لكرة القدم 1950 وحقق معهم اللمركز الرابع.
علي الرغم من مسيرته التدربيبية الطويلة والتي استمرت لمدة 33 سنة، إلا أنه لم يدرب سوى نادي لاس بالماس في 3 فترات و منتخب أسبانيا لكرة القدم في فترة واحدة، و ريال مدريد لخمس فترات تدريبية، وفاز معهم بلقب كأس الاتحاد الأوروبي مرتين متتاليتين أعوام 1985 و 1986. توفي في 12 فبراير 2010.

## روابط خارجية
- لويس مولوني على موقع IMDb (الإنجليزية)
- لويس مولوني على موقع الاتحاد الدولي (مؤرشف)  (الإنجليزية)
- لويس مولوني على موقع الاتحاد الأوربي (الإنجليزية)
- لويس مولوني على موقع قاعدة بيانات كرة القدم.إي يو (الإنجليزية)
- لويس مولوني على موقع ناشيونال فوتبول تيمز (الإنجليزية)